# Transport Fever (jeu vidéo)
 (avril 2021).
Si vous disposez d'ouvrages ou d'articles de référence ou si vous connaissez des sites web de qualité traitant du thème abordé ici, merci de compléter l'article en donnant les références utiles à sa vérifiabilité et en les liant à la section « Notes et références ».
Transport Fever est un jeu vidéo de simulation économique de transports en commun développé par Urban Games et édité par Good Shepherd Entertainment sorti le 8 novembre 2016 sur Steam.
Il est disponible sur les plates-formes Windows, OSX, Linux et SteamOS. Le jeu est une version améliorée de Train Fever et a le même moteur graphique.

## Système de jeu

### But du jeu
Le joueur démarre en 1850 et doit construire une compagnie de transports nationaux dans une carte générée aléatoirement par le jeu. Il a le choix de démarrer en Europe ou aux États-Unis, ce qui donne un scénario de véhicules différents. Le joueur peut créer des réseaux de bus, de camions, de tramway, de train, d'avion et de bateaux, mais peut très bien se spécialiser sur l'un de ces six moyens de transports différents. Au fur et à mesure du temps, de nouveaux véhicules vont devenir disponibles, des bus, des tramways électriques, des trains diesel, électriques ou encore des avions à réaction.
Il existe des industries dans le jeu et c'est un facteur important pour faire développer ses villes dans une carte dans le jeu. Chaque industrie ou commerce dans une ville nécessite des besoins (objets produits dans le jeu dans les industries et transportés par les camions et les trains de fret).

### Véhicules
Le jeu comporte de nombreux types de véhicules :
- Bus : Les premières formes de bus du jeu sont des diligences, des Obéissantes, ou encore des landaus. Les bus modernes dès 1954 sont des Mercedes Benz O 6600, des MAN SL 192, des Berkhof Duvedec et des Volvo 5000.
- Camions : Les camions sont peu nombreux dans le jeu, mais il y a des Opel Blitz, des MAN 19.304 ou des camions 40 tonnes similaires aux Scania.
- Tramways : Peu de tramways sont disponibles. Seuls les tramways à cheval, à vapeur, les Ce 2/2 SchSt, les Be 4/6 Mirage et les Be 5/6 Cobra.
- Trains : Les trains sont très nombreux dans le jeu. Des Prussian G 3 aux Flying Scotsman en passant par les 220 PLM en termes de vapeur. Des Mallard en diesel, des Bombardier Traxx, des RE 450, des Twindexx (appelés « Dualstoxx »  dans le jeu, puisqu'ils ne possèdent pas de licences) et des TGV Sud-Est.
- Bateaux : Il y a exactement 14 bateaux dans le jeu, les deux premiers bateaux sont disponibles dès 1850, le Rigi et le Wilhelm. Comme pétroliers, il y a des Viola et des Axalp. Côté passagers, des Saunders-Roe Nautical 6 sont présents dans le jeu.
- Avions : Dans le jeu, les premiers avions débloqués en 1920 sont les Junkers F 13. Sont présents des avions notables tels que des Boeing 737, le Concorde et l'Airbus A320. Le jeu dispose également d'un workshop où les créateurs peuvent créer et partager leurs mods, cartes, scénarios…

## Accueil
Transport Fever a globalement une note positive. Il a 15/20 sur Jeuxvideos.com, 69,50 % sur GameRankings et 71 % sur Metacritic.
Le jeu Transport Fever 2 a été annoncé le 24 avril 2019 par Urban Games. La sortie de Transport Fever 2 est prévue pour le 11 décembre 2019.